# Verena von Koskull
Verena von Koskull (geboren 1970) ist eine deutsche Literaturübersetzerin.

## Leben
Verena von Koskull studierte Italienisch, Englisch und Kunstgeschichte in Berlin und Bologna und erhielt 1999 ein Stipendium für die Übersetzerwerkstatt des Literarischen Colloquiums Berlin. Sie arbeitete in Verlagen in Italien und Deutschland, wurde dann freie literarische Übersetzerin in Berlin und übersetzt aus dem Italienischen und dem Englischen. Von Koskull erhielt 2020 den Deutsch-Italienischen Übersetzerpreis für ihre Übersetzung des Romans Die katholische Schule von Edoardo Albinati.

## Übersetzungen (Auswahl)
aus dem Italienischen
- Simonetta Agnello Hornby: Der Jasmingarten : Roman. München : Goldmann, 2017
- Edoardo Albinati: Die katholische Schule. Berlin : Berlin Verlag, 2018, ISBN 978-3-8270-1359-0
- Edoardo Albinati: Ein Ehebruch. Berlin : Berlin Verlag, 2019, ISBN 978-3-8270-1407-8
- Niccolò Ammaniti: Intimleben. München : Eisele Verlag, 2023, ISBN 978-3-96161-169-0
- Roberto Andò: Ciros Versteck. Bozen : Folio Verlag, 2021, ISBN 978-3-85256-826-3
- Donato Carrisi: Diener der Dunkelheit. Zürich : Atrium, 2018, ISBN 978-3-855-35032-2
- Rosa Cerrato: Das böse Blut der Donna Luna. Berlin : Aufbau, 2010, ISBN 978-3-7466-2661-1
- Luca D’Andrea: Der Tod so kalt : Thriller. München : DVA, 2017, ISBN 978-3-421-04759-5
- Pier Antonio Quarantotti Gambini: Ein Kinderspiel : Roman. Hamburg : Marebuch, 2002
- Carlo Levi: Die Uhr. Berlin : Aufbau, 2005, ISBN 3-351-03045-2
- Claudio Paglieri: Sommer Ende Zwanzig. Berlin : Aufbau, 2003, ISBN 3-7466-1895-9
- Antonio Scurati: M. Der Sohn des Jahrhunderts. Stuttgart : Klett-Cotta, 2020, ISBN 978-3-608-98567-2
- Antonio Scurati: M. Der Mann der Vorsehung. Stuttgart: Klett-Cotta, 2021, ISBN 978-3-608-98457-6
- Vinzenco Latronico: Die Perfektionen. Ullstein, 2023, ISBN 978-3-546-10069-4

aus dem Englischen
- Verna B. Carleton: Zurück in Berlin. Roman. Herausgegeben und Nachwort Ulrike Draesner. Berlin : Aufbau, 2016, ISBN 978-3-351-03642-3
- Zvi Jagendorf: Die fabelhaften Strudelbakers. Berlin : Aufbau, 2004
- Alissa Nutting: Tampa. Hamburg : Hoffmann & Campe, 2013, ISBN 978-3-455-40460-9
- Übersetzung mit Bernhard Robben: Salman Rushdie: Joseph Anton. München : Bertelsmann, 2012, ISBN 978-3-570-10114-8

## Auszeichnungen
2020 Deutsch-Italienischer Übersetzerpreis (10.000 Euro) für die Übertragung des Romans La scuola cattolica von Edoardo Albinati ins Deutsche. 
2024: Jane Scatcherd-Preis (10.000 Euro) der Heinrich Maria Ledig-Rowohlt-Stiftung für ihre Übersetzungen aus dem Italienischen.